# 사육신공원
사육신 공원(死六臣公園)은 서울특별시 동작구 노량진동에 있는 사육신묘와 그 외 사육신비 등이 안장된 공원이다. 원래 이곳에 있던 성삼문·이개·박팽년·김문기의 묘에, 하위지·유성원의 가묘를 새로 조성하였다.

## 사육신
수양대군이 조카인 단종으로부터 왕위를 빼앗고, 왕이 되자 이에 불복하고 단종 복위에 힘 쓰다 목숨을 잃은 성삼문, 하위지, 이개, 유성원, 박팽년, 김문기를 현창하여 모신 곳이다. 이들은 단종 3년(1455년)에 수양대군의 왕위찬탈에 분개하여 단종의 복위를 노리던 중, 1456년 6월 명나라 사신의 환송연에서 성삼문의 아버지 성승(成勝)가 세조 일파를 처단하기로 계획하였으나, 이 사실이 사전에 누설되어 실패하였다. 이들의 계획이 좌절되자 거사 동지이며 집현전 출신인 김질(金礩) 등이 세조에게 단종복위 계획을 밀고하여 연루자들이 모두 붙잡혔다.
성삼문은 시뻘겋게 달군 쇠로 다리를 꿰고 팔을 잘라내는 잔혹한 고문에도 굴하지 않고 세조를 ‘전하’라 하지 않고 ‘나리’라 불렀으며, 나머지 사람들도 진상을 자백하면 용서한다는 말을 거부하고 형벌을 받았다. 성삼문, 박팽년, 이개는 단근질로 죽음을 당하였고, 하위지는 참살 당하였다. 유응부는 잡히기 전에 자기 집에서 아내와 함께 자살하였다. 이밖에 사육신의 가족으로 남자인 경우는 모두 죽음을 당하였고, 여자의 경우는 남의 노비로 끌려가는 등 70여명이 모반 혐의로 화를 입었다.

## 사육신묘
세조 2년(1456), 조선의 6대 임금인 단종의 복위를 도모하다 목숨을 바친 성삼문, 박팽년, 하위지, 이개, 유성원, 김문기 6명의 신하 즉 사육신(死六臣)을 모신 곳이다.
이들은 단종 3년(1455)에 단종의 숙부인 수양대군(뒤의 세조)이 왕위를 빼앗고 단종을 몰아내자 이에 분개하여 단종의 복위를 꾀하다 발각되어 참혹한 최후를 맞았다.
사육신의 충성심과 장렬한 의기를 추모하기 위해 숙종 7년(1681)에 이곳에 서원을 세우고, 정조 6년(1782)에는 신도비(神道碑:왕이나 고관 등의 평생 업적을 기리기 위해 무덤 근처 길가에 세우는 비)를 세워 두었다.
1955년에는 사육신비를 세우기도 하였고, 이후 묘역을 확장하여 새롭게 정비하여 충효사상을 기리고자 하였다. 원래의 묘역에는 성삼문·이개·박팽년·김문기 묘만 있었으나, 후에 하위지·유성원의 가묘를 만들어 함께 모시고 있다.

## 주요 시설

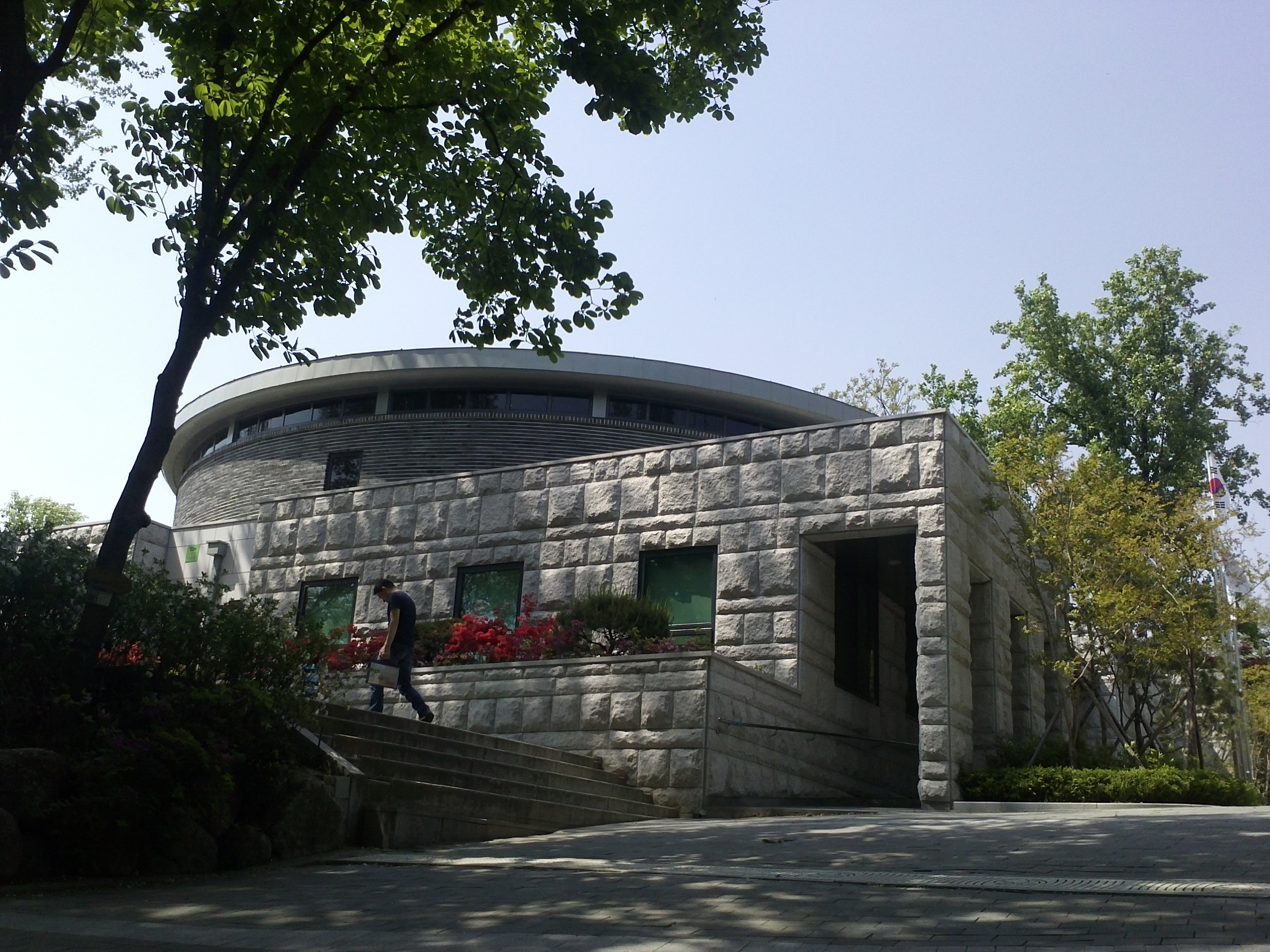
사육신 역사관

- 홍살문
- 의절사
- 사육신 묘
- 사육신역사관
- 산책로 등

## 갤러리

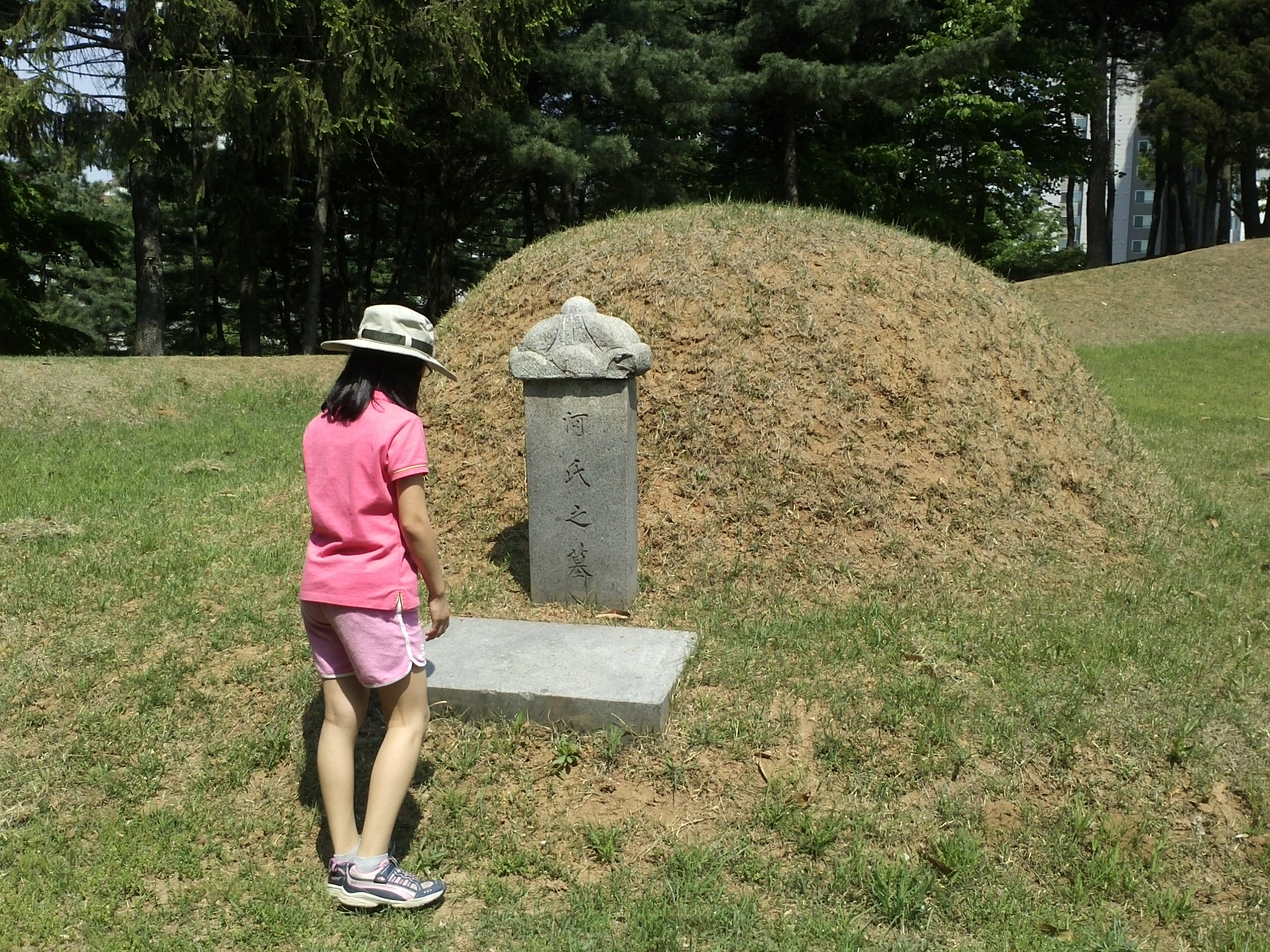
하위지의 묘
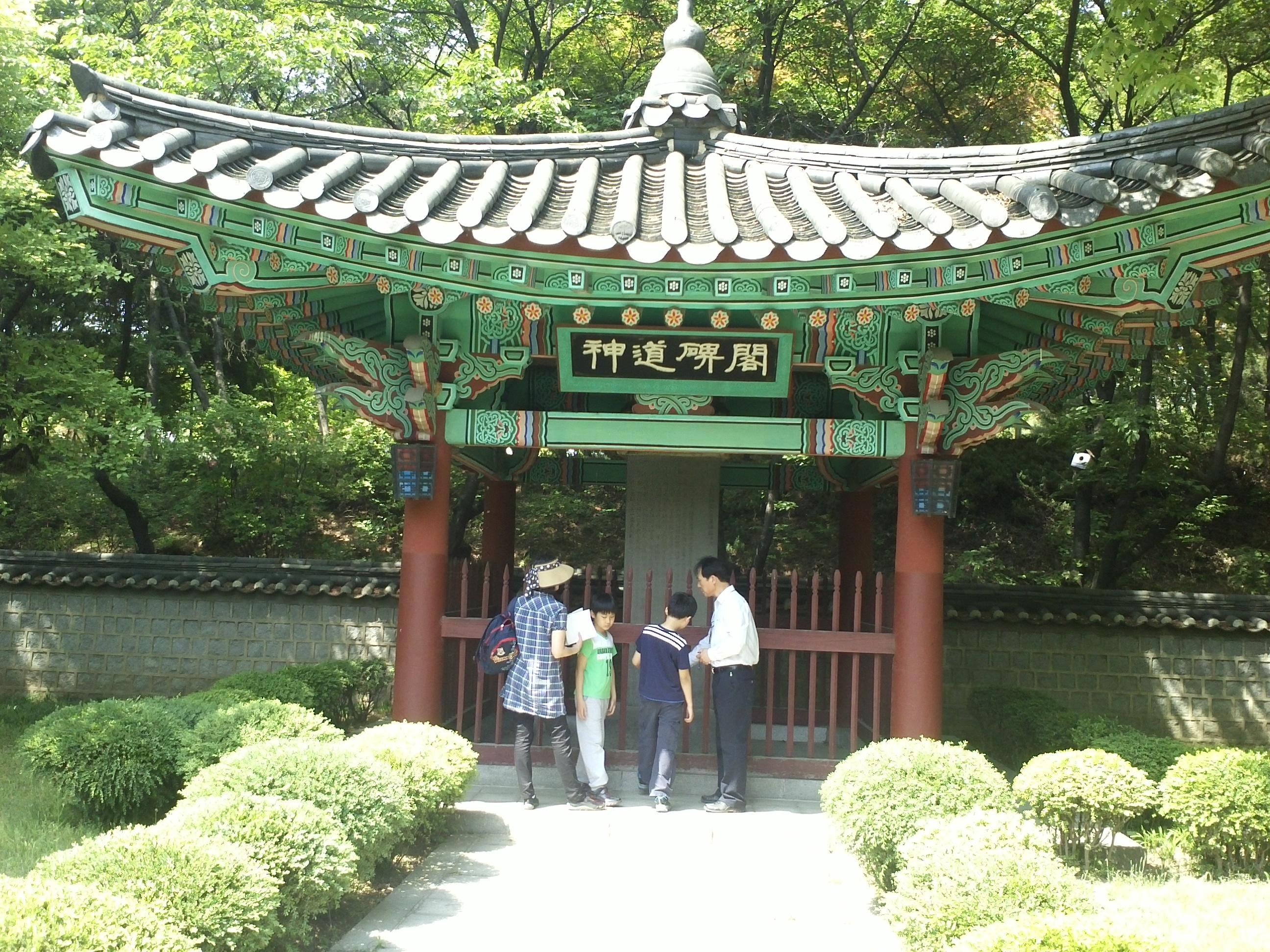
신도비각
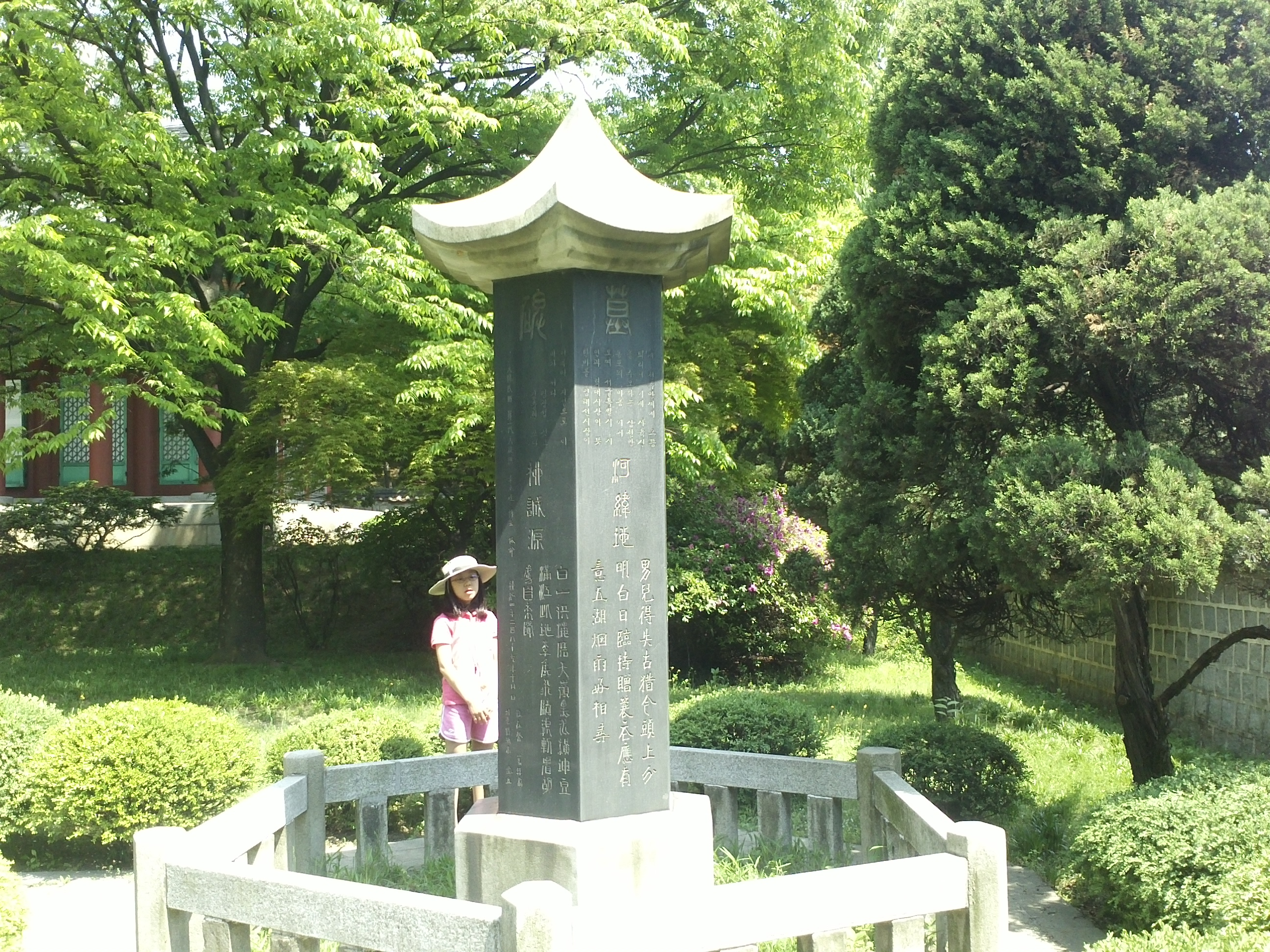
헌비

## 참고 문헌
- 이 문서에는 다음커뮤니케이션(현 카카오)에서 GFDL 또는 CC-SA 라이선스로 배포한 글로벌 세계대백과사전의 내용을 기초로 작성된 글이 포함되어 있습니다.
- 본 문서에는 서울특별시에서 지식공유 프로젝트를 통해 퍼블릭 도메인으로 공개한 저작물을 기초로 작성된 내용이 포함되어 있습니다.